# ラドン (架空の怪獣)
ラドン (Rodan) は、映画『空の大怪獣 ラドン』をはじめとする東宝製作の怪獣映画に登場する架空の怪獣である。ゴジラ、モスラと共に東宝三大怪獣と称される。東宝初の飛行怪獣でもある。

## 特徴
翼竜プテラノドンが突然変異した怪獣。名前もその略称が由来になっている。東宝プロデューサーの田中友幸によれば、創作のきっかけは当時超音速ジェット機が話題になっていたことであり、「ゴジラを超音速で飛ばしたら」というコンセプトであったと述べている。
企画当初は始祖鳥と想定されていた。プテラノドンと比べるとさまざまな差違があり、その後頭部に生えている1本の角状の突起がラドンの場合は2本に分かれて生えているうえ、嘴は鳥類のそれに近い形状で、鳥類に無い歯が生えているが、プテラノドンなどの翼竜に比べればとても小さく短い。腹部にはニードルのようなゴツゴツとした鱗がある。尾はプテラノドンの細い皮膜が付いたものではなく、楕円状にゆるく拡がっている。着地しての直立二足歩行が可能であり、翼を広げたままで陸上走行を行うことも多い。超音速で飛ぶ巨体は周囲にソニックブームを巻き起こし、市街を破壊してしまう。
登場作品によって攻撃能力が異なっており、『三大怪獣 地球最大の決戦』では嘴で敵をつつく攻撃や足の爪で引っかく攻撃が主で、ゴジラと互角に戦う力を持っている。また、『ゴジラvsメカゴジラ』ではゴジラの放射熱線を受けてファイヤーラドンと化し、それと同程度の威力のウラニウム熱線を吐く能力を身につけている。
海外ではロダン (Rodan) と呼称されている。これは、プテラノドン（Pteranodon）ではなくプテロダクティルス（Pterodactylus）に由来するものとされる。
ラドンの鳴き声の効果音にはコントラバスの音と人間の声を素材として加工したものが使われており、本作品の後も『ウルトラマン』に登場するアントラーのほか、平成VSシリーズに登場するキングギドラやバトラの声などに流用された。
『ゴジラ・ミニラ・ガバラ オール怪獣大進撃』では怪獣島の怪獣の1体として、『地球攻撃命令 ゴジラ対ガイガン』では『キングギドラの大逆襲』タイトル時期の企画に味方側の怪獣として、『モスラ3 キングギドラ来襲』ではモスラ（新）の敵怪獣として登場する予定があったが、いずれも企画段階で変更になっている。

## ラドンが登場する作品リスト
公開順。右は各作品に登場する怪獣。右記は他の登場怪獣。
- 映画
  - 『空の大怪獣 ラドン』（1956年） - メガヌロン
  - 『三大怪獣 地球最大の決戦』（1964年） - ゴジラ、モスラ（幼虫）、キングギドラ
  - 『怪獣大戦争』（1965年） - ゴジラ、キングギドラ
  - 『怪獣総進撃』（1968年） - ゴジラ、ミニラ、モスラ（幼虫）、アンギラス、バラゴン、ゴロザウルス、マンダ、バラン、クモンガ、キングギドラ
  - 『ゴジラvsメカゴジラ』（1993年） - ゴジラ、ベビーゴジラ、メカゴジラ
  - 『ゴジラ FINAL WARS』（2004年） - ゴジラ、ミニラ、モスラ（成虫）、カマキラス、クモンガ、ガイガン、マンダ、エビラ、アンギラス、キングシーサー、ヘドラ、モンスターX→カイザーギドラ
  - 『ゴジラ キング・オブ・モンスターズ』 （2019年） - ゴジラ、キングギドラ、モスラ
- ライブフィルムで登場
  - 『地球攻撃命令 ゴジラ対ガイガン』[出典 7]
  - 『ゴジラ対メガロ』[出典 8]
  - 『メカゴジラの逆襲』[26]
- その他
  - アトラクション映画『怪獣プラネットゴジラ』（1994年） - ゴジラ、モスラ（成虫）
  - テレビ特撮番組『ゴジラアイランド』（1997年）
  - テレビアニメ『ゴジラ S.P ＜シンギュラポイント＞』（2021年）
  - パチンコ『CRゴジラ3』（2006年）
  - パチンコ『P ゴジラ対エヴァンゲリオン セカンドインパクト G』（2024年）

## 『空の大怪獣 ラドン』のラドン

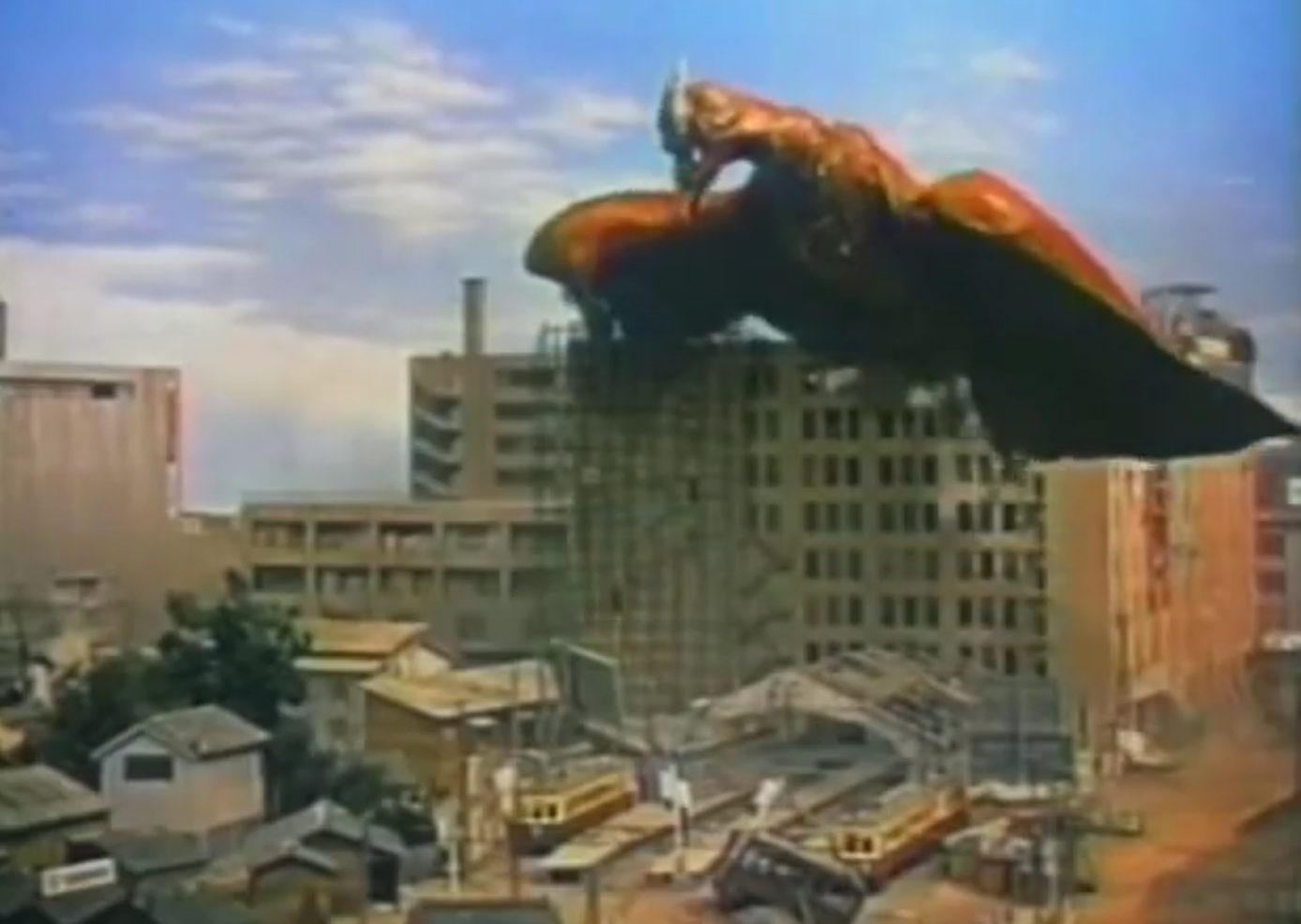
『空の大怪獣 ラドン』のラドン

水爆実験の放射能や火山ガスによる異常気象や地殻変動の影響で現代に復活した、2億年前のプテラノドンの一種。
阿蘇山と長崎市の炭田との中間点にある洞窟で地熱上昇の影響で卵から2頭の雛が誕生し、帰巣本能によって阿蘇山の火口外輪部に構えた洞窟の巣にて古代トンボの幼虫メガヌロンを捕食していた。成長後、1頭が東アジア上空をたびたび飛行し、アジアの国や地域のテレビや無電では未確認飛行物体として騒がれる。飛行時には、体温が冷却されることによって白い軌跡が残される。
その後、もう1頭が阿蘇山から出現し、航空自衛隊の戦闘機F-86Fセイバーと大規模な空中戦を展開して追撃を振り切った後、佐世保や福岡市天神地区に降り立ち、福岡上空に飛来して中央区一帯を壊滅させる。このとき、口から煙のようなものを吐いており、パチンコ屋に突っ込んだタンクローリーを爆発炎上させている。
北原機が福岡上空で大破したのとほぼ同時刻、イギリス旅客機が東シナ海でも消滅しており、陸空両自衛隊からの猛攻によって1頭が危機に陥ったところにもう1頭が出現するが、最後は帰巣本能で阿蘇山へ帰ってきたところに自衛隊のミサイル砲撃を受け、その誘発で阿蘇山が噴火して2頭は脱出しようとするもののマグマの噴出に巻き込まれて火口に落下し、溶岩の中に消える。
- スーツアクターは中島春雄[出典 18]。

制作
巣の描写や餌の存在など、核を象徴したゴジラよりも、生物としての描写が強調されている。また、ラドンの破壊描写はゴジラのような暴力性ではなく、人間の攻撃に対する苦悶の表現ともなっており、ラドンも被害者であるとの面を示唆している。製作の田中友幸は、ラドンは無敵のゴジラよりも恐竜に近く、強力な怪獣であっても人類が倒すことのできない存在ではないと位置づけている。
ストーリーは前半が炭鉱での殺人事件の捜査に費やされ、後半に入ってからラドンが登場する。オリジナル版にはラストシーンになるまでラドンが2頭いるという明確な描写がなく、一応の伏線は張られているものの、「世界各地で未確認飛行物体による被害が同時に出ていることを伝える本社からの電話を、新聞記者が航空自衛隊の基地司令室で受け取る」という非常に分かりづらい演出となっているため、海外公開版では2頭いることを説明するシーンが追加されている。脚本の最初期の準備稿では、登場するのは1頭のみであった。資料によっては2匹を親子と記述しているものもあるが、脚本を担当した村田武雄は、2頭は夫婦（つがい）であると述べており、監督の本多猪四郎や特技監督の円谷英二らも同様の認識であったという。村田は、2頭が焼け落ちるシーンの撮影現場を見て感動したといい、2頭にして良かったと述べている。
黒沼健による原作では、凍結爆弾によって倒されるという展開であった。また、同作品のラドンは肺とエラを持つ水陸両生生物であり、海中に潜んでいるという描写が存在する。
撮影時のアップ写真は存在しない。

デザイン
書籍によっては特殊美術の渡辺明がデザインをしたと推測している。デザインは数回にわたって検討され、「始祖鳥タイプ」、「鳥の羽をつけたもの」、「翼竜の羽根つきと羽根なし」の検討用粘土モデルが利光貞三によって作られている。初期のデザインスケッチには始祖鳥をモチーフとしたものも存在していたが、後には翼竜をモチーフとしたものに変更された。
デザイン画では、頭部の角が1本であったが、粘土原型の段階では2本に改められていた。

造形
頭部造形は利光貞三、胴体は八木勘寿と八木康栄による。スーツの翼は、天竺布にラテックスを塗っているために重量があり、人の手では支えられないことから炭火で炙って曲げた竹を通して支え、さらにピアノ線で吊っている。演じた中島は、翼が分厚くて重かったと述懐している。
造形物はスーツのほか、手繰り方式の翼長が2尺ほどの上半身のみのギニョールモデルとサイズの異なる身長6尺ほどの飛行モデルが数種類作られた。東宝特撮映画で怪獣の飛び人形が制作されたのは本作品が初であり、布ベースのものや針金の芯に紙を貼ってラテックスを塗ったものなどが用いられたとされる。ラストシーンは、ピアノ線が切れて落下する様子がそのまま用いられた（詳細は空の大怪獣 ラドン#特撮を参照）。
子供のラドンは、手踊り式の翼長2尺ほどの上半身ギニョールモデルで表現されている。

演技
演じる中島は、ハゲタカやワシなどの鳥の動きを研究し、初出現シーンでは毛づくろいのように翼をついばむ動きを取り入れているが、（着ぐるみでの演技であるがゆえに）足の形が鳥のような逆「く」の字にはならないため、足元が映らないよう意識していた。中島は、演技としてはあまり面白くなかったと述べている。また、特撮班カメラマンの富岡素敬は、ピアノ線が多く塗装で消す作業も大変であったため、アップではピアノ線が翼の影に隠れるようなるべく下から上方を映すなどの工夫を行ったという。
岩田屋の上に出現するシーンや西海橋をくぐるシーンなどでも、中島が入ったままのスーツを吊っている。西海橋のシーンでは、ワイヤーが空回りして7メートルほどの高さから落下する事故が起きたが、下に水を張っていたことが幸いして大事には至らなかった。中島は、翼があったことも無事の要因に挙げている。造形助手の開米栄三は、人間が入った状態で吊るとは聞いていなかったと述べている。
自衛隊との戦闘シーンでは、ミニチュアのロケット弾による火や煙が覗き穴から入ってしまい、中島は唇に火傷を負った。後にその対策として、中に風防を入れたり、体に石鹸水を塗ったりするなどの試行錯誤を行ったという。

撮影・演出
ラドンの羽ばたきで起こる突風は、飛行機のエンジンを改造した扇風機を用いている。
ラドンの飛行によって発生する飛行機雲は、作画合成で表現された。

## ゴジラシリーズ（昭和）のラドン
昭和期のゴジラシリーズに登場したラドンは、各作品のストーリー上の矛盾はあるもののすべて同一のものとされており、便宜上二代目ラドンと呼ばれることが多い。初代と比べると背中の形が異なり、全体がやや細身で、瞳も人間のそれに近くなり、首と嘴は初代より若干長くなっている。尾の形状は初代のような楕円形ではなく、本体に向かって台形でトビなどの猛禽類の尾羽に近くなっている。

### 『三大怪獣 地球最大の決戦』
核実験の放射能や活発化した阿蘇山の火山活動の影響で休眠していた卵が目覚め、現代に復活して火口側面を割って登場した白亜紀に栄えたプテラノドンの同族。
嘴や首など初代に比べて全体に細長くなり、頭部も小さくなっている。初代が白目のない動物のような目であったのに対し、表情をハッキリとさせる白目に瞳がある目となっている。翼の骨の部分はかなり厚く、初代とは異なり胸から腹部にかけてトゲが剣山のように立ち上がって生えている。
長大な翼が巻き起こす突風と音速で飛行することで発生する衝撃波で、文明社会を壊滅させるが、本作品では衝撃波は見せていない。鋭い嘴による突き攻撃など、接近戦における能力が描写されているほか、ゴジラに対して羽ばたきによる強風で対抗している。また、放射熱線を浴びせかけられても、頭部を振るだけで平気な様子であるなど、放射熱線への耐性を明らかにしている。凶暴ではあるが、一定の理解度はある模様。
横浜港にゴジラが上陸するのに呼応するかのように横浜に飛来し、箱根から戦いを繰り広げながら富士の裾野に移動し、ゴジラを持ち上げて叩き落とすなど互角に戦うが、モスラが仲裁に入り、戦いは引き分けに終わる。モスラにキングギドラとの戦いに加わるよう言われるが、人間からは厄介者扱いを受けて迫害されていたため、「いつも我々をいじめてきた人類を守る必要はない」とゴジラと共に拒否する。しかし、キングギドラに単身でも立ち向かうモスラの姿に心を打たれてゴジラと共に参戦し、空中で急旋回して体当たりをする、モスラを背中に乗せて飛ぶなどの善戦を経て、キングギドラを宇宙へ撃退する。
造形
スーツは本作品のための新規造形。頭部は利光貞三、胴体は八木勘寿、八木康栄による。前作よりもやや細身のスタイルになった印象である。
円谷からラドンの羽を鳥のように折りたためないか造形班に要望があり、操演の中代文雄によって翼の骨材に支点を入れて翼を折り畳むギミックが制作されたが、ラテックスを塗布した段階で弾力を持ってしまい、上手くいかなかった。アップ用の頭部は口と目玉がリモコンで動く。阿蘇山から現れるシーンで使われた際には、顎の開閉部分のギミックが丸見えになっている。嘴はFRP製。
細かい表情やゴジラとの対決シーン、飛行シーンや遠景シーンのほとんどには、2尺サイズの棒操り式のギニョールが使われている。また、やや翼が狭まり、前に頭部が向いている陸上バージョンもあり、いずれも目の変化や嘴の開閉が可能となっている。スーツとほぼ同サイズの大型の飛行用ミニチュアも用意され、キングギドラとの接近戦や背にモスラを乗せての戦いなどで使用されており、前者では二尺サイズと併用されている。足の関節は着ぐるみでは人間と同様だが、飛び人形は逆関節の鳥足になっている。飛行人形の一つは『怪獣総進撃』まで用いられた。操演は初代と異なり、モスラで用いられた木枠による方式が採用され、羽ばたきが可能となった。
2尺大の飛行ミニチュアはゴジラと併せて円谷特技プロに貸し出され、『ウルトラQ』に登場する怪鳥リトラに改造された。改造は井上泰幸。返却されたこのミニチュアは、『ゴジラ・エビラ・モスラ 南海の大決闘』（1966年）で利光らによって「大コンドル」に改造され、登場した。

撮影・演出
スーツアクターは宇留木耕嗣。初代ラドンのスーツアクターで、本作品ではゴジラを演じた中島春雄は、同郷である宇留木が初めての怪獣役であったため自身が指導したと述懐している。
ゴジラともども、擬人的な表現が行われている。脚本の第1稿では、ラドンが軍事基地を破壊する描写があり、密輸船を破壊するゴジラの描写ともども正義の怪獣となる布石としていた。
初出現シーンは、『空の大怪獣 ラドン』を踏襲したものとなっている。このシーンのみ、鳴き声はゴジラのものが用いられている。

### 『怪獣大戦争』
鷲ヶ沢の崖の中で冬眠状態にあったが、キングギドラ対策としてゴジラと共にX星人に指名されてX星人円盤のバリアーに確保されて大気圏からX星に運ばれて、キングギドラと戦う。X星人からは「怪物02（）」と呼ばれる。
その後、X星人に操られてゴジラやキングギドラ共々地球を襲うが、地球人の反撃でAサイクル光線を浴びて一度倒れた後に自我を取り戻し、コントロールが切れてからはゴジラと共闘してキングギドラと再戦するも、攻撃時の勢いでゴジラともども海中へ落下する。キングギドラを宇宙へ撃退するが、自身はゴジラと共に最後まで海から姿は見せずに行方不明となった。
造形
着ぐるみ（ぬいぐるみ）は前作『三大怪獣 地球最大の決戦』の流用である。肩から手指までが中の役者の腕よりも長く延長され、翼幅が広く四角形に近いシルエットに修正され、首の付け根が太くなり、足のシルエットも鳥類に寄せられた外観に変化している。
ゴジラと共にキングギドラに体当たりして撃退するシーンやX星で大岩をキングギドラに落とすシーンには、2尺の操演用モデルが使用されている。こちらも前作からの流用とされる。X星に運ばれるシーンでは、1尺サイズのミニチュア人形が用いられた。鉄橋の上を高速で飛ぶシーンでは、スーツとほぼ同サイズの、大型操演用モデルが使用されている。

撮影・演出
スーツアクターは篠原正記。中島春雄によれば、篠原は手塚勝巳の書生を務めており、手塚に要望して怪獣役になったという。中島は、篠原についてぬいぐるみ役としては素人だったが頑張ってやっていたと評している。
X星人の円盤で輸送されるシーンでは、パン合成を行っており、作画がずれないよう線画台にマイクロメータを設置して微動調整している。
都市を襲撃するシーンは、『空の大怪獣 ラドン』からの流用である。

### 『怪獣総進撃』
小笠原にある怪獣ランドの切り立った岸壁に棲み、空中に張られた磁気防壁によって保護されており、近海の海洋牧場で養殖されているイルカを主食としている。性質は以前よりも温厚。
怪獣ランドを占領したキラアク星人に特殊なガスによって眠らされ、操縦装置で操られてモスクワのクレムリン宮殿を襲撃した後、ウラル山脈上空でSSTを撃墜し、宇宙船ファイヤードラゴンの護衛を任せられる。キラアク星人のコントロールが切れた後、バラン、バラゴン、マンダを除く怪獣と共闘し、富士のすそ野でキングギドラと戦うが、途中で戦いから外れて飛び立っている。キングギドラを倒した後に出現した怪獣ファイヤードラゴン（キラアク星人の円盤）に接近するも高熱で負傷させられるが、ラストでは再び怪獣ランドに戻っている。
- スーツアクターは新垣輝雄[出典 47]。
- 再び『地球最大の決戦』のものが流用されている[出典 48]。頭と翼が補修された際、喉元に縦長のコブのようなものが生じている[152]。演技者が入らない状態で撮影されることもあった[93]。
- 飛行用の操演用モデルは、スーツと同サイズの大型のものと新規に製作された2尺サイズのものが用いられたが[93]、後者は翼の形状がコウモリ状になっている[4][152]。

## 『ゴジラvsメカゴジラ』のラドン
海底油田の調査中にベーリング海のアドノア島から翼竜の化石とともに出土した卵から孵化したプテラノドンの残存種が、島に投棄された核廃棄物の放射性物質で変異した怪獣。その巣にゴジラザウルスの卵を托卵された状態で中生代から眠りについていたため、成長後はゴジラザウルスの幼体=ベビーゴジラを同胞の兄弟と認識し、その卵を外敵から保護することが行動原理である。
体色は褐色、体液は黄褐色で、頭の角状のトサカは大型のものが中央に増えて3本になっているほか、背中には1列にトゲが並んでいる。
高速飛行により生じるソニックブームや強力な鋭いクチバシを武器とする。
ベビーの卵に反応して海中から出現したゴジラに機動力を活かして善戦し、ついにはアドノア島の岩山に生き埋めにするが、直後にゴジラの尾の一撃で叩き落とされ、何度も踏みつけられた末に飛翔しようとしたところに放射熱線を浴びせられ、敗北する。
- 資料によっては、名称をラドン'94と記述している[172]。

制作
東宝プロデューサーの富山省吾は、当初シリーズ最終作となる予定であったことから人気怪獣を揃えたと述べている。当時の観客アンケートで、ラドンはキングギドラ、モスラ、メカゴジラに次ぐ人気を得ていた。一方、脚本を担当した三村渉は、スケールや空間の広がりを感じさせる機動力のある怪獣が欲しかったため、新規に怪獣を登場させるよりも知名度のあるラドンを起用したと述べている。
準備段階では雌雄2匹で登場する案も存在し、トサカのついた雄のデザインも起こされている。
当初、アドノア島に出現する怪獣はラドンのみであったが、特技監督の川北紘一からの要望により、ゴジラも登場することとなった。ゴジラとの直接対決は『三大怪獣 地球最大の決戦』以来であり、ゴジラとの戦闘描写は同作品での対決シーンを再現している。準備稿では、恐竜時代にラドンの前身であるプテラノドンがゴジラザウルスと戦うシーンが冒頭に存在した。
序盤から終盤まで出番があるため、川北はラドンを本作品の主役であると評している。

デザイン
デザインは吉田穣。川北からの要望により、翼竜に近い姿となった。吉田によれば、明確な決定稿は描いておらず、ラフデザインで提出したものが採用されたといい、他のデザイナーによるデザイン案もあまりイメージに大差はなかったという。
皮膜内に大きな骨のようなものが見受けられるが、設定ではこれは血管であるとされている。また、頭の突起物も2本から3本になっているほか、尾の形も初代や二代目の平面な尾ではなく、背部に棘の列が並ぶ細いものに変更され、嘴も長くなり、よりプテラノドンに近付けられている。

造型
造型はMONSTERSが担当。本作品では着ぐるみを使わず、大小2種類の人形の繰演と手繰りのアップ用ギニョール（上半身のみ、下半身のみ）の4種類が用いられた。粘土原型は、1/1サイズを山田太一、1/2サイズを伊藤成昭が担当した。MONSTERS代表の若狭新一は、本作品での設定を踏まえ、「顔はデザイン画よりも凶悪さを抑えた」「ラドンのキャラクターとして、あのデザインでいいとは思えなかった」と述べている。
メインモデルは、頭部から首がラジコンで可動する。翼の膜は、発泡ポリスチレンの前後にラテックスを張り合わせている。角や背びれはFRP製。アップ用ギニョールはまぶたの開閉ギミックを備える。川北は、クローズアップに耐えられることがテーマであったと述べている。
操演モデルは、全長約1.64メートルで、口と首がラジコンで可動する、遠景用は2分の1サイズで、モーターによって羽ばたく。
上半身ギニョールは、まぶたがラジコン、くちばしが指での操作となっている。
製作初期段階では着ぐるみを使うことも想定されていた。また、川北は人が入らない造形としたため、スタイルが良くなったと評している。初期には、体表に毛を生やすという案も存在した。

撮影
川北は、デザインの変化に伴い造形物を小さくし、スピード感を出すことを目指したと述べている。
アドノア島セットの撮影では、川北自らギニョールでの演技を行うなど熱が入っていたが、操演には苦戦し、撮り直しもたびたび行われた。崖の上に降り立つシーンでは、カメラに映らない位置に隠れた助監督の神谷誠が着地の瞬間に尾を掴んでバランスを保つなど、強引な手法がとられた。川北は、一部のシーンでは人が入っても良かったと述懐している。
巨大感を表現するため、ゴジラとぶつかるシーンでは火薬を用いて火花を上げている。衝撃波の表現では、火薬によって土などを放つ装置を用いている。この際、カメラを正面に構えると衝撃波でラドンが見えなくなるため、カメラポジションごとに飛行するラドンの方向を変えている。そのほか、ジェットファンで埃を巻き上げる手法もとっている。
ゴジラがラドンを踏みつけるシーンは、当初は頭を踏む予定であったが、内部にメカがあることから、翼の根本を踏むかたちに改められた。
ゴジラの顔をくちばしで突くシーンは、上半身ギニョールを用いて撮影された。
大プールでの撮影では、20メートル以上におよぶアームを備える工事用クレーンが操演に用いられた。川北によれば、波の描写に扇風機を用いる予定であったが、ラドン自体が揺れてしまうことから、断念した。衝撃波は、水中に仕込んだ火薬玉を爆発させて描写している。
川北は、前作『ゴジラvsモスラ』でのモスラの描写を発展させてさらにスピード感のある描写を目指したが、衝撃波の描写との兼ね合いが難しく、両立させようと欲張った結果、中途半端になってしまったと述べている。
鳴き声は過去のラドンのものを用いている。

### ファイヤーラドン
ゴジラに敗れたラドンが、超能力開発センターの超能力少女たちがベビーの卵に付着していた生物同士の進化や融和を図るはたらきをもつ古代のシダ類・シプニオキス（架空の植物）の波長をサイコメトリングして生じたメロディ「エスパー・コーラス」の影響で、生命エネルギーをスパークさせてフレアに包まれたことで強化・復活し、深紅のボディーに変異した姿。大幅に身体能力がアップし、口から体内に蓄積されていた放射能を変化させた破壊光線・ウラニウム熱線を吐くことが可能となった。熱線を吐く際にはトサカが発光・放電する。超高速で飛行する際には大幅に威力が増大した衝撃波（ソニックブーム）が発生し、海上や海面のものを爆発的に破壊する。シプニオキスの波動に激しく反応する。
ベビーゴジラを追ってアドノア島から青森市・仙台市・松島・東京湾・浦安市に飛来し、ベビーを輸送中のヘリコプターを破壊して輸送用のコンテナを掴んでベビーを強奪する。
幕張ベイエリアに降り立った後、コンテナからベビーを引き出そうとしているところで、到着したガルーダやメカゴジラと交戦する。ドッグファイトの末にガルーダを撃墜し、メカゴジラの右目のレーザー・キャノンを嘴による突っつきで破壊するもののプラズマ・グレネイドの零距離発射で胸を破られ、黄褐色の血の泡を吹きながら瀕死の重傷を負う。しかし、同じくベビーを求めて到着したゴジラまでもスーパーメカゴジラによって瀕死に陥った際には、残り少ない命を振り絞って飛び立つとスーパーメカゴジラの攻撃を受けながらもゴジラのもとへ降り立ち、そこで体組織が体内の放射性物質に耐えられず風化する。これによってゴジラに生命エネルギーを与えて同化するだけではなく、舞い散った粉はスーパーメカゴジラのダイヤモンドコーティング装甲を溶かしてプラズマ・グレネイドを使用不可能にしたうえ、粉からの強力な妨害電波の発生によって計器にトラブルを起こさせてコントロール障害まで招いた結果、ゴジラに勝機を与えることとなる。
- 劇中ではファイヤーラドンの名前は出ず、単にラドンと呼ばれている[116]。
- 書籍『ゴジラVSメカゴジラ超全集』では、体色が変化したのはカメレオンやタコのような攻撃色であると推測している[117]。また、ゴジラと一体化したのは、チョウチンアンコウのオスがメスの身体に一体化するのと同様に種の保存を目的としたものであり、同族と信じていたベビーを守るための手段であったと解釈している[117]。

制作
脚本段階では「ホワイトラドン」という名称で、これに準じたデザインも描かれている。脚本を手掛けた三村渉は歌舞伎の早変わりに着想を得たと述べている。吉田は白では撮影で汚れるだけだろうと述べており、若狭も従来のイメージと違いすぎて生物的にも見えなかっただろうと語っている。
脚本第2稿では、ガルーダの爆発によってゴジラが復活するという展開であったが、核によって蘇るのは命をテーマとした作品に反するとして、決定稿ではファイヤーラドンの命を受け取るというかたちに改められた。

デザイン・造型
赤い体色は、前作『ゴジラvsモスラ』で極彩色の怪獣が好評であったことから、当初はメカゴジラの配色案として検討されていたものであった。川北は、ゴジラの赤い熱線とともに、命の脈動の力強さを赤で象徴しており、鋭利で金属質なメカゴジラとの対比を表現していると述べている。一方、吉田は色が変わってもナイトシーンでは見え方があまり変わらなかったと評している。
造形物は、ラドンのものを赤く塗り替えている。彩色は伊藤成昭が担当した。
寄りの構図ではギニョール方式のアップ用が使われている。コンテナを奪うシーンでは、下半身のみのモデルが用いられた。撮影ではコンテナを掴んだ足を上に向け、カメラを逆さにして撮影している。アドノア島や幕張、仙台駅で覆い被さる影のシーンでは、特撮スタッフが紙で作った小さなモデルが使用された。
その後、1/2サイズモデルは2009年時点で東宝の倉庫に保管されているのが確認されている。

撮影
復活時にウラニウム熱線を吐く描写は、本来必要のないものであったが、川北はゴジラと同等の力を得たことを観客にわかりやすく見せるため、挿入した。
仙台襲撃のシーンでは、建物にかかるラドンの影をCGで描写している。
レインボーブリッジを破壊するシーンは、写真を背景に置き、破壊される部分のみミニチュアを制作して撮影している。
幕張での飛行シーンの操演では、「モノレール」と呼ばれる天井に設置されたレール状の器具が用いられた。数十年使われていたことから動きが悪くなっており、速度が上がらなかったり、止まれずに激突したりするなど、助監督の鈴木健二は撮影に苦労した旨を記録している。また、モノレールでは直線的な動きのみになるため、クレーンによる操演と使い分けている。
幕張で着地するシーンは、アドノア島の撮影と同様に操演がうまくいかず、尾に重りを入れて安定させることで成功するに至った。
メカゴジラの目を突くシーンでは、ギニョールではなく、鉄柱を差し込んだ飛行用モデルを用いている。
胸から流れる体液は、当初濁った黄色とする予定であったが、うまく色が出せず、周囲のスタッフからの意見に任せた結果、完成作品での色合いとなった。
風化した粉は、銀粉にプラスチックの削りカスやコンクリートの硬化剤などを混ぜている。しかし、埃っぽく見えてしまうため、最終的には銀粉のみとなった。撮影では、川北が自ら陣頭に立って銀粉を撒いていったが、スタッフはマスクを着用しなければならないほどの量が用いられた。鈴木によれば、スタッフは前作でも金粉を用いた撮影で苦労していたため、銀粉の撮影と聞いて顔をしかめていたという。

備考
2023年に展開されたゴジラシリーズとテレビアニメ『呪術廻戦』の初コラボレーショングッズのうち、ラドンについてはファイヤーラドンに準じたデザインで描かれている（相手は伏黒恵）。

## 『ゴジラ FINAL WARS』のラドン
太古の翼竜の末裔で、X星人の手先として登場。緑色の目で、足まで腹の蛇腹状のウロコが続き、膝に張り出している。短い尾は、鳥の尾羽を彷彿させる数枚のヒレになっている。凶暴な性質。武器は超音速衝撃粉砕波（ソニックブーム）だが、劇中未使用。
日本人初の国連事務総長・醍醐の乗る事務総長専用機を襲撃した後、アメリカのニューヨークで暴れ回って超音速衝撃粉砕波でビル街を破壊していき、迎撃に出た空中戦艦ランブリングと交戦する。その最中に一度はX星人に回収されるも、再び地球侵略のために解放され、ランブリングを撃沈する。
その後、キングシーサーやアンギラスと共にゴジラを倒す刺客として送られ、富士山麓で戦う。連携攻撃を試みるも、ゴジラが尻尾で弾いたアンギラスボールによって撃墜されたうえ、アンギラスとキングシーサーが倒れているラドンの上に次々と飛ばされ、完全にグロッキーとなる。
デザイン
デザインは西川伸司。MONSTERSからの要望で背面のデザインも描かれている。『怪獣総進撃』以来の着ぐるみでの登場であり、後頭部のトサカが前作の3本から2本に戻っている。鳥型怪獣であることから、ボリュームを上半身に持たせている。体色は明るい茶色。翼をマントのように畳むという指示から、肘を曲げられる形状としているが、曲げたとき皮膜に生物としては不自然なシワが寄ってしまうため、翼に扇風機で風を当ててはためかせている。また、翼の指の構造は実際の翼竜と同じになった。足が弱く見えないよう、腹部から足にかけて鎧状のディテールを取り入れている。

造形
造形はモンスターズが担当。造形物は、人が入るメインスーツと「飛びラドン」と呼ばれる人が入らない飛行用モデルが、同一の型から抜かれて制作された。これまでの翼は手指や肘が固定されていたが、北村のマントのように翼を使った芝居をさせたいという要請を受けて、役者の腕の動きのままに動くようになっている。頭部原型は藤原カクセイが担当。メインスーツは口の開閉を外部操作でコントロールするギミックが神尾のサイズに合わせて作られた頭部ヘルメットの上に取り付けられた。ケレン味の表現から、バットマンのイメージで、翼をマントのように体を覆い隠すことができる形状となっている。翼はビニールレザー製で、質感が表裏で異なるため、ボディや腕を2枚重ねで挟むように取り付けられた。
飛行用モデルでは飛行姿勢のために前方に頭部が向いている。飛行タイプは、スーツと同様に翼には薄い生地が使用されているが、ノーマルのものと翼の形状が若干異なる。
スーツ、飛行用モデルとも2023年の時点で現存が確認されている。

撮影・演出
スーツアクターは神尾直子。
当初は、スーツと飛行用モデルを同程度の頻度で併用する予定であったが、実際にはスーツでのカット数は少ないものとなり、ニューヨークではCGI、富士の裾野では飛行用モデルが主に使用された。造形の若狭新一によれば、スーツは摩天楼のシーンを象徴的に表現できるようにすることがテーマであったと語っており、西川も、スーツは翼を広げるカットのためだけにあるようなものであったと述べている。
飛行シーンのほとんどは、ブルーバック合成で描写された。ニューヨークのシーンでは、飛行形態のものが使用された。ビルの上に出現するシーンは、ブルーバックの高さが足りず天井が見切れてしまったため、後日撮り直された。
摩天楼での登場シーンでは、翼で顔を隠すことを指示されたが、スーツの頭部が神尾の頭より上にあるため腕が届かず、カメラワークにより隠れているように見せている。

## 『ゴジラ キング・オブ・モンスターズ』のラドン
メキシコのイスラ・デ・マーラの活火山火口内を巣としており、休眠状態のところをモナークに管理されていた怪獣。現地では「炎の悪魔」と呼ばれて恐れられている。頑丈な身体は1,200度もの超高温となっているうえ、翼竜よりは怪鳥然とした容姿の体表が溶岩のような形状をしており、翼端が赤熱している。後述の通りモスラの鱗粉を焼く際には胴体から爆発状の火炎が発生し、モスラの毒針に刺された際には傷口から炎が噴出していた。高熱を利用した上昇気流により、急速な上昇飛行や回転飛行が可能である。火炎弾を口から撃ち出す。
アラン・ジョナに強要されたエマ・ラッセル博士が自身と夫マーク・ラッセル博士の開発した装置「オルカ」を起動させたことによって目覚めると、ミサイルで攻撃してきたモナーク部隊を追って飛び立ち、近辺の街をソニックブームで壊滅させ、モナークの戦闘機隊も全滅させる。モナークの誘導先で遭遇したギドラとは交戦するものの海へ叩き落とされたため、後にプエルトリコ沖でアメリカ軍が使用したオキシジェン・デストロイヤーによる影響は受けなかった。それ以降、世界中の地球怪獣（タイタン）たちを支配下に置いたギドラの手下となり、ゴジラを芹沢博士たちが目覚めさせるまでの時間を稼ぐために出撃した部隊を攻撃する。
その後、ゴジラとギドラの戦いでは、モスラの加勢によってゴジラが一時優位になると飛来し、モスラと交戦する。高熱を帯びた身体によってモスラの鱗粉を焼いて無力化し、空中戦でも優位に立って追い詰めるが、モスラに腹部の毒針で貫かれてダウンする。ゴジラがギドラを消滅させた後には、他のタイタンたちと共に恭順する。エンドロールでは、フィジー諸島の火山に移住したという記事が一瞬映る。
- 映像作品としてはモスラと共に15年ぶりに登場。CGで描かれ、容姿こそ前述のように初代に近いが、飛行時には着ぐるみや操演では不可能だった空中での回転アクションを見せている。[独自研究?]
- コンセプトアートではゴジラやモスラと共にギドラと戦っており、口から火炎を吐いて攻撃している[279]。
- 監督のマイケル・ドハティがインタビューで明かしたところによれば、誰に対しても戦ってやろうという一方で自分が生き残れるかを一番に考えている聡いキャラクターであるほか、ゴジラに恭順して首を垂れるシーンは日本人の女性アニメーターが動きを担当したという[280]。一方、「あらゆる面でゴジラよりも強い」と断言した強さについては「フェニックスの神話から要素を取り入れた」とも明かしている[277]。
- デザインには火山のイメージが全面的に活かされているほか、造型については東宝から突起や翼、胸板などを初代に沿うよう、細かく具体的なオーダーがあったという[277]。

## 『怪獣プラネットゴジラ』のラドン
ゴジラやモスラと共に緑の惑星「怪獣プラネット」に生息していた。飛来した宇宙探査船アース号にウラニウム熱線で襲いかかったりしたが、アース号の惑星からのワープによる離脱に巻き込まれたのか地球の東京駅に出現し、ゴジラと戦う。アース号から散布された緑の惑星の木の実を浴びて大人しくなり、青い光球に包まれて宇宙へ帰る。
- 資料によっては、プラネットラドンという名称を併記している[234]。
- 同一画面には収まっていないが、本作品でモスラ成虫と初めて共演している[160]。
- 体色はファイヤーラドンのままとなっている[160]。

## 『ゴジラアイランド』のラドン
ゴジラアイランドの怪獣として登場する。嘴による突き攻撃が得意技。ゴジラと共闘し、敵が送り込む怪獣と最前線に向かうことが多い。
「人工太陽編」ではメガロを掴んで上空からデストロイアに落下させるなど、頭脳攻撃を見せる。
島にあるラドン温泉には体を癒すためによく入浴している。
- 造形物はバンダイのソフビ人形東宝怪獣シリーズ[284]。放送当時はVS版ラドンは発売されておらず、ファイヤーラドンを改造している[285]。
- ゴジラとの戦闘シーンでは、『三大怪獣 地球最大の決戦』の映像を流用している[285]。

### 『ゴジラアイランド』のファイヤーラドン
ラドンが火の精霊の力を得てパワーアップした姿。名前こそファイヤーラドンだが、通常のラドンの色違いだったオリジナルと違い、全身が炎に包まれて輝いており、口から火炎を吐くなど、設定もオリジナルと異なる。
ネオヘドラが出現した際、かつてヘドラを倒すためにはゴジラの熱線では威力が足りなかったことから、キングシーサーの提案で誕生する。誕生には人間の祈りも必要となる。口から強力な超高熱火炎を発射し、その火力は4万度におよぶ。
- 光学処理によりラドンを透過光で覆って表現している[289]。

## 『ゴジラ S.P ＜シンギュラポイント＞』のラドン
翼竜ケツァルコアトルスに似た飛行怪獣。『古史羅ノ図』に描かれた「羅甸天狗」に酷似している。地球上の生物の多くが共通して持つホメオボックス遺伝子が発見されなかったことから、既存のどの生物とも異なることや電気ウナギなどに見られる発電器官に類似した層状の組織が細胞内にあり、胃に対応する器官がないことが解剖の結果で判明する。細胞組織から放射性物質であるラドンが検出されたため、 ｢未確認生物 ラドン検出｣ などと報道されたことでいつの間にか「ラドン」と呼ばれることになった。また、その鳴き声からは高周波の電磁波が発信されている他、自身も特定の波長に反応する性質があることから、「電波怪獣ラドン」とも呼ばれている。獰猛な性質で動物や人間を襲い、電波に反応して電柱のトランスなどの電波の流れるものや電磁波を出すものを襲撃する習性があり、高音に反応する。
第1形態では嘴にはエラのようにも見える器官が発達しており、多数の歯が口腔内に密生している。後頭部のトサカはプテラノドンと同様に1本で、頭部や背ビレ、ランフォリンクスを彷彿させる尻尾には半透明の被膜がある。
逃尾商店街の逃尾町駅前ロータリーで行われていた七夕祭りの最中に飛来し、ユンたちと交戦した後に空高く飛ぶが、環境に適応できていなかったために突然死する。
千葉県房総半島沖の海や逃尾市上空などに環境に適応したことで体色や細部の形状に差異が見られる小型の個体である第2形態が出現したのち、赤く染まった海中から成体が群れで出現し、紅塵を体から発生させて空を赤く染めていった。トサカは2本になり、背びれもゴジラのものに近い形状となり、尻尾も短くなっている。
ジャイロZの誘導電波に誘導されて逃尾市郊外の峠道のカーブで路線バスを襲撃するが、誘導作戦で穴の開いたペットボトルを弓道部の女子高生が矢で放つことでに気をそらされる。だが、当初は初期形態同様突然死し、街には多数の死体が散乱していた。
その後は生物として安定したことで突然死を起こすことがなくなり、オセアニア、ニューヨーク、ヨーロッパ、ロンドンなど世界各地に出現した。そして、紅塵によって荒れ果てた東京に出現し、ゴジラテレストリスを襲撃するが、光のリングによって返り討ちに遭う。
- シリーズ構成・脚本の円城塔によれば、生身の人間が戦う相手として、人間と同スケールでかつCGで多数登場させられるものを検討した結果、小型のラドンを登場させることとなった[300]。『クローバーフィールド/HAKAISHA』のように鳥が怪獣の周囲に飛んでいる描写を入れることで、怪獣の巨大感を出しており、ゴジラの周囲を飛ぶことからラドンに決まった[301]。外見は、監督の高橋敦史の意向によりそれまで怪獣がいない世界観とするため、いきなり正体不明なものを登場させて「怪獣だ」と呼ばせるよりも、「恐竜だ」とするほうがリアリティを出せるため、必然的に恐竜と近く、恐竜感の強いデザインへと至ったという[300][301]。

## その他の作品
- 『ゴジラ×メカゴジラ』（2002年）の背景設定として製作補の山中和史により執筆された「特生自衛隊前史」では、劇中世界の1956年にメガヌロンとともにラドンが出現[302]。顛末はおおむね『空の大怪獣 ラドン』に準じるが、既存兵器のみでの自衛隊の勝利により、巨大生物に対する専用兵器の開発不要論が生じたとされる[302]。
- 1966年に朝日ソノラマから発売されたソノシート『大怪獣戦 30怪獣大あばれ!!』収録の「宇宙怪獣対地球怪獣」では、宇宙怪獣と戦う地球怪獣空軍の1体として登場する[303][304]。
- 1966年に朝日ソノラマから発売された書籍『怪獣大図鑑』付録のソノシートドラマ『ゴジラは王様』では、ゴジラ、サンダ、ガイラとともにキングギドラと戦う[305]。
- 漫画『怪獣王ゴジラ』では、悪の科学者であるマッド鬼山が、かつて現れたラドンを改造した設定で登場。
- 小説『GODZILLA 怪獣黙示録』では、複数の個体の出現が確認されている。1体目は2005年11月に白頭山から出現して南西へ移動し、北京にてアンギラスと合流するものの生物化学兵器「ヘドラ」によって駆除される[306][307]。2体目「ラドンII」は日本の九州を通過している[308]。ゴジラの出現後、2030年代後半にはローマに居座り、イタリア半島を餌場としていた[309]ほか、ユーラシア大陸中央部にて群れで生息しているらしく、シベリア経由で移動するヨーロッパ系難民を捕食していた[310]ほか、幼体と思わしき個体がメガヌロンに追われる「オペレーション・グレートウォール」の工員を襲っていた[311]。また、同作に登場するメガギラスを天敵として敵視していたことも明言されている[312]。
- 『帰ってきたウルトラマン』第10話で名前が登場する。
- 『幻星神ジャスティライザー』に登場する星神獣エンオウは、ラドンをモチーフとしている[313]。
- パチンコ
  - 『CRゴジラ3』（ニューギン）の実写カットは『FINAL WARS』の着ぐるみを使用。[要出典]登場パートには「ゴジラ対ラドン」（「ラドン」のロゴは『空の大怪獣 ラドン』のタイトルのもの）というタイトルがつく。
  - 『P ゴジラ対エヴァンゲリオン セカンドインパクト G』（フィールズ）には、X星人（容姿は『怪獣大戦争』に準拠）によって地球襲撃のために蘇らされたとの設定のもと、ラドン（容姿は『FINAL WARS』に準拠）が登場する[314]。

## テーマ曲
ラドンのテーマは、1993年のファイヤーラドンに到るまで伊福部昭作曲のテーマ曲が使用されてきた。テーマ曲は大きく分けて2種類あり、それぞれ「初代ラドンのテーマ」、「二代目ラドンのテーマ」と呼ばれる。ファイヤーラドンのテーマも、二代目のものの編曲であった。
「初代のテーマ」は、アントン・ヴェーベルンの曲風の高音の弦楽器のバックに低音の金管楽器のメロディーがかぶさるという、独特のものであった。ラドンのテーマを含め、『空の大怪獣 ラドン』の音楽は全体的に『ゴジラ』から続くスタンス（怪獣による破壊と恐怖、不安感、悲劇性）を踏襲した荘重なものであった。このテーマは『大怪獣バラン』（1958年）でのバランのテーマへアレンジされた。
一方、怪獣映画が子供を強く意識したより娯楽性の強い映画に変貌した当時に発表された「二代目のテーマ」は、トランペットが高らかに旋律を奏でるという旋律を重視した、より明快な曲に変更された。これは、怪獣を恐怖や不安といった漠然としたものの具象としてではなく、よりヒーロー性の強いキャラクターとして描くようになったことによる変化であった。また、テーマ曲におけるゴジラとの差別化という観点もあった。
『ゴジラvsメカゴジラ』でも、作中でのラドンの位置づけからこの路線は継承された。この作品では、二代目のものに低音木管楽器によるミステリアスなテーマを加えた編曲がなされた。このような従来のテーマ曲の重厚化は、平成シリーズにおける編曲の基本であった。
『ゴジラ キング・オブ・モンスターズ』においては、他の登場怪獣（ゴジラ、モスラ、キングギドラ）がそれぞれテーマ曲を製作されているのに対し、ラドンについては特有のテーマ曲はないが劇中の登場から追走劇のBGMが「Rodan」と題されており、ボストン戦のBGM「Battle In Boston」においてもラドンの登場シーンに該当する部分へ引用されているなど、事実上のラドンのテーマ曲として扱われている。内容は異なっているものの、金管楽器を多用していることや、特定の旋律を繰り返すことによって怪獣のテーマとして印象付ける展開は、過去のラドンのテーマ曲と共通する。また、この「Rodan」においては「Rodan!」と名前を連呼するコーラスが入っているのも特徴となっている。